# 否認不可
否認不可（ひにんふか）または非否認（ひひにん、英: Non-repudiation）は、論争当事者が文書や契約の有効性を否認または反駁できないことを保証する概念である。この概念はテレビやラジオを含めた任意の通信に適用できるが、最も一般的なのは署名の認証と信用性である。デジタル署名の場合、否認防止ともいう。
契約書や他の文書への署名を署名者が否認することは珍しくない。そのような否認は次の2つの形態となる。1つは詐欺や偽造であると署名者が主張するもので、「私はそれにサインした覚えはない」ということになる。もう1つは署名したことは認めるが、それが強制によるものだったから有効ではないと主張するもので、脅迫状や拷問といったシナリオが考えられる。
法的な立証責任は否認理由に依存して異なる。前者のシナリオでは有効性を主張する側に立証責任があり、後者のシナリオでは署名者に立証責任がある。

## 情報セキュリティにおける否認防止
情報セキュリティにおいては、否認防止の意味と用途は次のように変化する。
- データの完全性と起源の証明を提供するサービス
- 高度な保証によって本物であることを断定できる認証

通常データ完全性を証明することでこれら要件を容易に満たすことになる。一般にSecure Hash Algorithmのようなデータハッシュを使えば、データが知らないうちに改ざんされた可能性を極めて低くするのに十分である。このような対策を施しても、中間者攻撃やフィッシングといった手段で転送中のデータを改ざんできる可能性はある。このため、データ完全性を最大限保証するには、必要な検証情報を受信者が事前に入手している必要がある。
デジタルデータが本物であることを保証する最も一般的な方法は、デジタル署名などの公開鍵基盤に基づく公開鍵証明書を利用することである。これらは暗号化にも使える。これによってデジタルデータが本物であるということは、単に秘密鍵を所持する者が署名したということをある程度の信用度で保証するにすぎない。鍵の所有者がその安全な保管を怠った場合、デジタルデータの偽造を疑う余地が生まれる。

## 信頼される第三者 (TTP)
当事者が署名を容易に否認できると、署名そのものへの信頼性が揺らぐことになる。この危険性を低減する一般的手法として、「信頼される第三者 (trusted third party、TTP)」の導入がある。
一般的なTTPとして、筆跡鑑定人と公証人がある。筆跡鑑定人は署名などの手書き文字を既存の本物とされている署名などと比較し、問題の署名の真贋を評価する。公証人は一種の証人であり、署名者が本人であることを認証できる（私署認証）。
デジタルの場合、唯一のTTPは公開鍵証明書のリポジトリである。これにより、それまで一度も公開情報のやりとりがなくとも、受領者がそのアイテムが本物かどうかを照合する手段を提供している。しかし、デジタル署名は本物も偽物も全く同じで、鑑定しても区別できない。すなわち、ある人が秘密鍵を持っていれば「本物」の署名が可能である。秘密鍵の保護という考え方は、アメリカ国防総省の Common Access Card (CAC) の背景にもある。このカードは秘密鍵を保持し、外部に漏らすことなく暗号化に利用できる。そして、カードを利用するには暗証番号 (PIN) の入力が必要である。デジタル署名を物理的な署名と同等にする現実的解決策は実現されていない。